# Ishim
Ishim (en ruso: Иши́м) es una ciudad ubicada en el sur del sujeto federal de óblast de Tiumén en Rusia, a orillas del río homónimo del que toma su nombre, río Ishim. Su población es de 67.757 habitantes de acuerdo con el censo de 2002.
Ishim es actualmente la terminal occidental de la Ruta europea E22, una ruta vehicular que atraviesa Rusia, Letonia, Suecia, Alemania, Holanda y Reino Unido, terminando en el puerto de Holyhead para conectarse con Irlanda.

## Nativos célebres
- Piotr Yershov, escritor.
- Borís Shajlín (1932-2008), gimnasta artístico.